# 下眼窩裂
下眼窩裂（かがんかれつ）は、眼窩底面を内後方より外前方に斜めに走行する裂孔である。蝶形骨大翼眼窩面の下縁と上顎骨眼窩面で作られる裂で、眼窩側面・下面と後方とを分ける。上顎神経とその枝である頬骨神経、翼口蓋神経節からの上行枝が通る。

## 画像

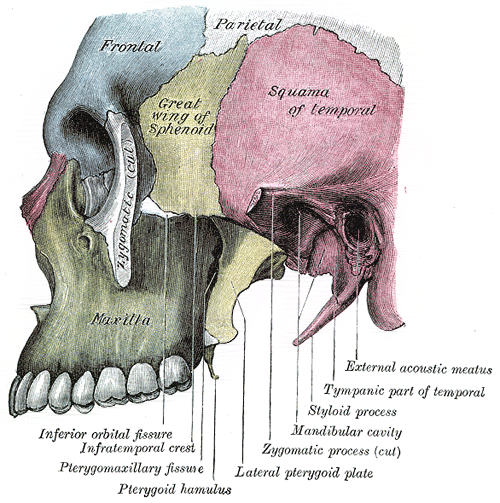
Left infratemporal fossa.
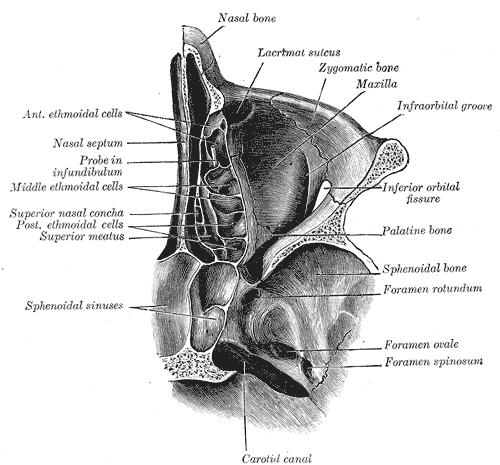
Horizontal section of nasal and orbital cavities.
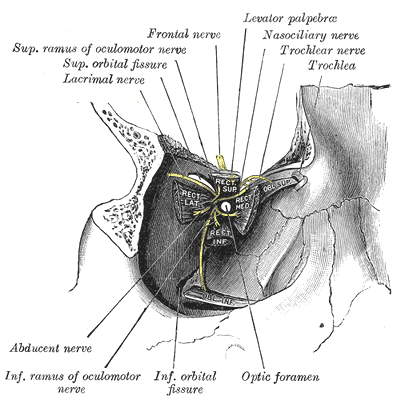
Dissection showing origins of right ocular muscles, and nerves entering by the superior orbital fissure.